# Shigenori Hagimura
Shigenori Hagimura (萩村 滋則, Hagimura Shigenori) est un footballeur japonais né le 31 juillet 1976.